# Biffy Clyro
Biffy Clyro je skotská rocková skupina, založená v roce 1995. Původní sestavu tvořil zpěvák a kytarista Simon Neil, bubeník Ben Johnston a baskytarista James Johnston. Své první EP nazvané Thekidswhopoptodaywillrocktomorrow skupina vydala v roce 2000 a o dva roky později vyšlo první řadové album Blackened Sky. Do roku 2020 skupina vydala dalších osm studiových a jedno koncertní album.
Na podzim roku 2010 hráli v Praze v Lucerna Music Baru, o tři roky později, 14. listopadu 2013, v pražském klubu Roxy a v roce 2014 se představili českému publiku na festivalu Rock for People. Do České republiky se skupina vrátila 7. června 2016, aby v pražské Lucerně představila své nejnovější album Ellipsis. Zatím posledním vystoupením Biffy Clyro u nás se odehrálo 4. července 2017, kdy skupina předskakovala na letňanském letišti Guns N' Roses v rámci Not in This Lifetime... Tour.

## Diskografie
- Blackened Sky (2002)
- The Vertigo of Bliss (2003)
- Infinity Land (2004)
- Puzzle (2007)
- Only Revolutions (2009)
- Revolutions: Live at Wembley (2011) – koncertní album
- Opposites (2013)
- Ellipsis (2016)
- Balance, Not Symmetry (2019)
- A Celebration of Endings (2020)
- The Myth of the Happily Ever After (2021)